# Sandownia
Sandownia is een geslacht van uitgestorven reptielen dat tot de schildpadden behoort. Het leefde in het Vroeg-Krijt (Aptien, ongeveer 118 miljoen jaar geleden) en zijn fossiele overblijfselen zijn gevonden in Engeland.

## Naamgeving
Sandownia werd voor het eerst beschreven in 2000 door Meylan e.a., op basis van een fossiel gevonden op het strand van Atherfield Point in lagen van het Aptien op de zuidoostkust van de Isle of Wight. De typesoort is Sandownia harrisi. De geslachtsnaam verwijst naar het Sandown Museum waar het stuk zich bevindt en pas vrij laat aandacht van de wetenschap kreeg. De soortaanduiding eert R.W. Harris die het fossiel in 1931 ontdekte.
Het holotype is MIWG 3480, een schedel en een onderkaak.

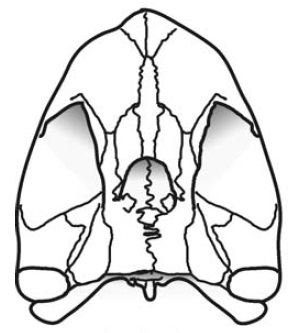
Diagram van de schedel

In 2020 werd het fossiel opnieuw beschreven.

## Beschrijving
Sandownia is alleen bekend van schedelresten, die duiden op een ongewone anatomie. De schedel van Sandownia was bedeeld met een van de grootste secundaire verhemelten die bij een schildpad bekend is; het is waarschijnlijk dat deze structuur werd geassocieerd met de ontwikkeling van een groot breekoppervlak. Er wordt aangenomen dat Sandownia een dier was dat leek op de huidige zeeschildpadden en dat het peddelachtige poten had.

## Classificatie
De auteurs van de eerste beschrijving identificeerden de overblijfselen als die van een basaal lid van de Trionychia, maar ander onderzoek heeft het geclassificeerd als een afwijkende voorouderlijk lid van de Eucryptodira (Joyce, 2007; Anquetin, 2009). Andere studies geloven dat Sandownia lid was van een schildpaddenclade uit het Mesozoïcum, die bekend staat als Angolachelonia, mogelijk verwant aan het oude Solnhofia (Mateus et alii, 2009) uit het Jura. Het ontbreken van een epipterygoïde zou erop wijzen dat Sandownia meer afgeleid is dan Angolachelys. De ontdekking van Brachyopsemys, een Sandownia-gerelateerde schildpad uit het Paleoceen van Marokko, leidde ook tot de oprichting van de nieuwe familie Sandownidae (Tong en Meylan, 2013) van de Eucriptodira.